# Benzoino
Il benzoino è un composto organico con formula chimica C14H12O2. Strutturalmente è un α-idrossichetone legato a due gruppi fenile. In natura è presente nell'olio di mandorla amara, mentre non ha nulla a che vedere con la resina ricavata dallo Styrax (resina di benzoino).
Il benzoino è un composto chirale, disponibile in commercio sia nella forma racemica che nelle due forme enantiomeriche.

## Storia
Il benzoino fu riportato la prima volta nel 1832 da Justus von Liebig e Friedrich Wöhler durante la loro ricerca sull'olio di mandorla amara, il quale è rappresentato principalmente da benzaldeide e tracce di acido cianidrico. La sintesi catalitica attraverso la condensazione benzoinica fu sviluppata da Nikolaj Zinin durante il suo periodo di lavoro con Liebig.

## Usi
Gli usi principali del benzoino sono i seguenti:
- additivo in vernici in polvere e come precursore nella sintesi del 1,2-difeniletandione;
- con esso viene inoltre prodotta l'orzata, sciroppo rinfrescante ad uso alimentare.